# Чирешу (комуна, Бреїла)
Чирешу (рум. Cireșu) — комуна у повіті Бреїла в Румунії. До складу комуни входять такі села (дані про населення за 2002 рік):
- Іонешть (96 осіб)
- Батогу (753 особи)
- Вултурень (683 особи)
- Скерлетешть (965 осіб)
- Чирешу (1077 осіб)

Комуна розташована на відстані 116 км на північний схід від Бухареста, 57 км на південний захід від Бреїли, 134 км на північний захід від Констанци, 73 км на південний захід від Галаца.

## Населення
За даними перепису населення 2002 року у комуні проживали 3574 особи.
Національний склад населення комуни:
| Національність | Кількість осіб | Відсоток |
| -------------- | -------------- | -------- |
| румуни         | 3568           | 99,8%    |
| цигани         | 5              | 0,1%     |
| турки          | 1              | < 0,1%   |

Рідною мовою назвали:
| Мова      | Кількість осіб | Відсоток |
| --------- | -------------- | -------- |
| румунська | 3573           | > 99,9%  |
| турецька  | 1              | < 0,1%   |

Склад населення комуни за віросповіданням:
| Релігія     | Кількість осіб | Відсоток |
| ----------- | -------------- | -------- |
| православні | 3567           | 99,8%    |
| адвентисти  | 5              | 0,1%     |
| реформати   | 1              | < 0,1%   |
| мусульмани  | 1              | < 0,1%   |

## Зовнішні посилання
- Дані про комуну Чирешу на сайті Ghidul Primăriilor